# نادي سكيو لكرة السلة للسيدات
نادي سكيو لكرة السلة للسيدات (بالإيطالية: Pallacanestro Femminile Schio)‏ هو فريق كرة سلة إيطالي للسيدات. تأسس في سنة 1973. يلعب في الدوري الإيطالي لكرة السلة للسيدات.

## الإنجازات
- كأس رونكيتي
  - 2001، 2002
- كأس أوروبا لكرة السلة للسيدات
  - 2008
- الدوري الإيطالي لكرة السلة للسيدات
  - 2005، 2006، 2008، 2011